# Sanja Starović
Pour les articles homonymes, voir Starović.
Sanja Starović est une ancienne joueuse de volley-ball serbe née le 25 mars 1983 à Trebinje. Elle mesure 1,95 m et jouait au poste d'attaquante. Elle a totalisé 61 sélections en équipe de Serbie. Son frère Saša Starović est également joueur de volley-ball.

## Clubs
| Club                 | De        | À         |
| -------------------- | --------- | --------- |
| Jedinstvo Užice      | 2000-2001 | 2003-2004 |
| Volley Vicenza       | 2004-2005 | 2005-2006 |
| Volley Castelfidardo | jan 2006  | mai 2006  |
| Şahinbey Belediye    | 2006-2007 | 2007-2008 |
| Rabita Bakou         | 2008-2009 | 2013-2014 |
| Beşiktaş İstanbul    | aoû 2014  | nov 2014  |
| ŽOK Dinamo           | 2015-2016 | jan 2016  |
| LJ Volley            | jan 2016  | mai 2016  |
| Balıkesir BBSK       | 2016-2017 | 2017-2018 |

## Palmarès

### Sélection nationale
- Ligue européenne CEV
  -  : 2012.

### Clubs
Compétitions mondiales
- Mondial des clubs FIVB (1)
  - Vainqueur : 2011.
  - Finaliste : 2012.
- Top Volley International FIVB (1)
  - Vainqueur : 2011.
- Ligue des champions CEV
  - Finaliste : 2011, 2013.
  - Troisième : 2014.
- Coupe CEV
  - Finaliste : 2002.
  - Troisième : 2010.

Compétitions nationales
- Championnat de la RF de Yougoslavie (1)
  - Vainqueur : 2001.
  - Finaliste : 2003, 2004.
- Championnat d'Azerbaïdjan (6)
  - Vainqueur : 2009, 2010, 2011, 2012, 2013, 2014.
- Championnat d'Italie
  - Troisième : 2016.
- Championnat de Turquie
  - Troisième : 2016, 2018.
- Coupe de Serbie et Monténégro (2)
  - Vainqueur : 2001, 2004.
  - Finaliste : 2002, 2003.
- Coupe d'Azerbaïdjan
  - Finaliste : 2010.

### Distinctions individuelles
- 2010 : Coupe CEV — Meilleure marqueuse
- 2010 : Coupe CEV — Meilleure serveuse
- 2011 : Championnat d'Azerbaïdjan — MVP